# Флорида (Њујорк)
Флорида (енгл. Florida) град је у америчкој савезној држави Њујорк.

## Демографија
По попису из 2010. године број становника је 2.833, што је 262 (10,2%) становника више него 2000. године.
| Група             | 2000.         | 2010.         |
| Белци             | 2.288 (89,0%) | 2.198 (77,6%) |
| Афроамериканци    | 65 (2,5%)     | 161 (5,7%)    |
| Азијати           | 16 (0,6%)     | 64 (2,3%)     |
| Хиспаноамериканци | 167 (6,5%)    | 401 (14,2%)   |
| Укупно            | 2.571         | 2.833         |